# Talang Jerinjing
Talang Jerinjing is een bestuurslaag in het regentschap Indragiri Hulu van de provincie Riau, Indonesië. Talang Jerinjing telt 3914 inwoners (volkstelling 2010).